# Microtropis
Microtropis Wall. ex Meisn. – rodzaj roślin należący do rodziny dławiszowatych (Celastraceae R. Br.). Obejmuje co najmniej 34 gatunki występujące naturalnie w Azji Południowo-Wschodniej.

## Morfologia
PokrójDrzewo lub krzew o nagich pędach.
LiścieNaprzeciwległe, całobrzegie.
KwiatyZebrane w kwiatostany. Kwiaty są zazwyczaj obupłciowe.
OwoceElipsoidalne lub podłużne torebki.

## Biologia i ekologia
Występuje w lasach na wysokości do 2700 m n.p.m.

## Systematyka
Pozycja i podział według APWeb (2001...)
Rodzaj należący do rodziny dławiszowatych (Celastraceae R. Br.), rzędu dławiszowców (Celestrales Baskerville), należącego do kladu różowych w obrębie okrytonasiennych.
Wykaz gatunków
| - Microtropis biflora Merr. & F.L. Freeman - Microtropis chaffanjonii (H. Lév.) Y.F.Deng - Microtropis contracta Lundell - Microtropis dehuaensis Z.S. Huang & Y.Y. Lin - Microtropis discolor (Wall.) Arn. - Microtropis fallax Pit. - Microtropis fokienensis Dunn - Microtropis gracilipes Merr. & F.P. Metcalf - Microtropis henryi Merr. & F.L. Freeman - Microtropis hexandra Merr. & F.L. Freeman - Microtropis ilicina Standl. & Steyerm. - Microtropis japonica (Franch. & Sav.) Hallier f. - Microtropis longifolia Wall. ex Kurz - Microtropis macrocarpa C.Y.Cheng & T.C.Kao - Microtropis malipoensis Y.M. Shui & W.H. Chen - Microtropis obliquinervia Merr. & F.L. Freeman - Microtropis obscurinervia Merr. & F.L. Freeman | - Microtropis occidentalis Loes. ex Donn.Sm. - Microtropis oligantha Merr. & F.L. Freeman - Microtropis osmanthoides (Hand.-Mazz.) Hand.-Mazz. - Microtropis pallens Pierre - Microtropis paucinervia Merr. & Chun ex Merr. & F.L. Freeman - Microtropis petelotii Merr. & F.L. Freeman - Microtropis pyramidalis C.Y. Cheng & T.C. Kao - Microtropis reticulata Dunn - Microtropis schiedeana Loes. - Microtropis semipaniculata C.Y. Cheng & T.C. Kao - Microtropis sphaerocarpa C.Y. Cheng & T.C. Kao - Microtropis submembranacea Merr. & F.L. Freeman - Microtropis tetragona Merr. & F.L. Freeman - Microtropis thyrsiflora C.Y. Cheng & T.C. Kao - Microtropis triflora Merr. & F.L. Freeman - Microtropis wui Y.M. Shui & W.H. Chen - Microtropis yunnanensis (Hu) C.Y. Cheng & T.C. Kao ex Q.H. Chen |